# Görgényi Gyula
Görgényi Gyula (1935-ig: Öhlbaum Gyula) (Mócs, 1899. december 31. – Szeged, 1959. augusztus 18.) orvos, fül-orr-gégész, egyetemi tanár.

## Életpályája
1920–21-ben a kolozsvári Ferdinánd Tudományegyetem, 1922–1929 között a szegedi Ferenc József Tudományegyetem orvostudományi karán tanult. 1929–1931 között a szegedi egyetem, illetve a SZOTE Fül-orr-gégészeti Rendelőintézete gyakornoka, 1931–1950 között egyetemi tanársegéde, 1945–1950 között magántanára volt. 1931-ben fül-orr-gégeszakorvosi képesítést szerzett. 1945-ben fül-orr-gégészet tárgykörben magántanári képesítést szerzett. 1945–1952 között a rendelőintézet intézetvezető főorvosa volt. 1952–1959 között intézetvezető egyetemi docens volt.
Fő kutatási területe a füleredetű koponyaűri szövődmények kóroktanát, a nyelőcső, a felső légutak betegségeit, a gócfertőzés kérdéseit és terápiáját ölelte fel. Számos tudományos közleménye jelent meg.
Szegeden a Belvárosi Temetőben nyugszik.

## Családja
Szülei Öhlbaum Jakab és Pintyi Mária. 1927. április 25-én Szegeden feleségül vette Vass Erzsébet orvost.

## Művei
- Tapasztalataink a tonsillektomia hatásáról gócfertőzéses megbetegedések esetében (Gyógyászat, 1936)
- Pathológiai és klinikai adatok a füleredetű extraduralis, ill. perisinualis gyulladások kérdéséhez – Egyszerű módosítás a mandulakörüli gyulladás korai kezelésében. Zápori D.-vel – Középfülgyulladás és a fültájék nyirokcsomói. (Dolgozatok, közlemények a Szegedi Tudományegyetem Sebészeti Klinikájáról. 1945–1947. Szerkesztette: Prochnow Ferenc. Szeged, 1947)
- Gégészeti megfigyelések mononucleosis infectiosánál (Orvosok Lapja, 1948)
- A „pseudoangima infantum” (Török Gáborral; Orvosi Hetilap, 1950. 16.)
- A chemo- és biotherápia az orr-torok-gégészetben (Fül-orr-gégegyógyászat, 1959)